# Edpercivalia dugdalei
Edpercivalia dugdalei là một loài Trichoptera trong họ Hydrobiosidae. Chúng phân bố ở miền Australasia.